# Marietta Gillman
Marietta Gillman es una deportista estadounidense que compitió en piragüismo en la modalidad de eslalon. Ganó dos medallas de oro en el Campeonato Mundial de Piragüismo en Eslalon, en los años 1975 y 1977.

## Palmarés internacional
| Campeonato Mundial | Campeonato Mundial  | Campeonato Mundial | Campeonato Mundial |
| Año                | Lugar               | Medalla            | Competición        |
| ------------------ | ------------------- | ------------------ | ------------------ |
| 1975               | Skopie (Yugoslavia) | Medalla de oro     | C2 mixto           |
| 1977               | Spittal (Austria)   | Medalla de oro     | C2 mixto           |